# 張鸞 (天順進士)
張鸞（1431年—？），字仲舉，江西吉安府吉水縣人，明朝政治人物。

## 生平
江西鄉試第九十一名。天順八年（1464年）甲申科進士。授南京監察御史，陞福建按察司僉事。陞四川按察司副使，卒於官。

## 家族
曾祖張方存。祖父張邦固。父張安止。